# Подибайло Данило Андрійович
Дани́ло Андрі́йович Подиба́йло (24 листопада 1996 — 1 червня 2023) — український поет і музикант, солдат Збройних сил України. Учасник російсько-української війни, Герой України.

## Життєпис
Данило Подибайло народився у Донецьку. У віці 5 років сім'я переїхала до Маріуполя.
Брав участь в акціях на підтримку євроінтеграції у Маріуполі та у київському Євромайдані.
З 2014 року брав активну участь у роботі волонтерського центру Новий Маріуполь, члени якого називали його «сином полку». Як волонтер Громадського телебачення Приазов'я фіксував наслідки обстрілу Східного мікрорайону Маріуполя 24 січня 2015.
Вищу освіту за фахом історика здобув у Маріупольському державному університеті у 2014—2018 роках.
У 2018—2019 роках пройшов строкову службу у маріупольській військовій частині 3057.
Пізніше вивчав IT та прагнув запустити власний стартап.

### Блокада Маріуполя
Після початку повномасштабного вторгнення перебував у блокадному Маріуполі. Одним із перших повідомив про авіаудари по місту. Разом із волонтерами вільного простору «Халабуда» допомагав цивільним та військовим.
У квітні зумів виїхати з Маріуполя. На блокпосту перед Бердянськом його затримали окупанти, побачивши в нього тактичний ремінь. Протягом ночі його катували у поліційному відділку Бердянська, але завдяки кмітливості Данило зміг утекти з полону.

### Участь у бойових діях
Після виїзду на вільну територію України вступив до лав 128-го батальйону 112-ї бригади ТрО, служив в Окремому підрозділі аеророзвідки «Ангели». Брав участь в обороні Київщини, Слобожанському контрнаступі та Битві за Бахмут.
Загинув 1 червня 2023 року разом зі своїм напарником «Растою» під час виконання бойового завдання. Кремований у київському крематорії.

## Творчість
У підлітковому віці опанував гру на гітарі і з авторськими піснями виступав на патріотичних мітингах у Маріуполі та різноманітних фестивалях. На фестивалі Червона рута 2015, який відбувався у Маріуполі, здобув III премію в категорії «Акустична музика» з відзнакою «за розкриття патріотичної тематики». Був співорганізатором фестивалю «З країни в Україну».
Присвятив пісню «Чорні крила» загиблому бійцеві Самооборони Маріуполя Андрію Назаренку На пісню «Синьо-жовта балаклава» його надихнуло відео з Євромайдану, де один із учасників протесту носив таку балаклаву — ця пісня використана у документальному фільмі «Самооборона Маріуполя».
Данило Подибайло був одним із найкращих майстрів освітлення сцени та звукорежисерів у Маріуполі.

## Вшанування пам'яті
5 червня 2023, у день прощання із Данилом, телеканал ICTV випустив документальний фільм «Без права на дубль» про роботу аеророзвідки. Фільм знімався восени 2022 року і одним із героїв фільму був Данило. Фільм вийшов із присвятою «Наруто» і «Расті».
29 вересня 2023, напередодні Дня захисників і захисниць України президент України Володимир Зеленський підписав Указ про присвоєння Данилові Подибайлу звання Герой України з удостоєнням ордена «Золота Зірка».
Маріупольський співак Нікіта Леонтьєв, відомий під псевдонімом Enleo, присвятив Данилові пісню «молодість» із однойменного альбому.